# Python Imaging Library
Python Imaging Library(PIL)은 파이썬 인터프리터에 다양한 이미지 파일 형식을 지원하고 강력한 이미지 처리와 그래픽 기능을 제공하는 자유-오픈 소스 소프트웨어 라이브러리이다.   줄여서 PIL이라고 부른다. 마이크로소프트 윈도우와 맥 오에스 엑스, 리눅스를 지원한다.  PIL의 최신 버젼은 1.1.7이고  2009년 9월에  릴리즈 되었으며 파이썬 1.5-2.7을 지원한다.
개발은 2011년 PIL 저장소에 대한 마지막 커밋으로 중단된 것으로 보이며  Pillow라는 후속 프로젝트가 PIL 저장소에서 갈려져 나와 Python 3.x 지원을 추가 했다.  Pillow는 PIL 후속 프로젝트로써 데비안 및 우분투 등의 리눅스 배포판에서 PIL을 대체하기 위해서 채택되었다.

## 지원하는 이미지 형식
지원되는 파일 형식 중에는 PPM, PNG, JPEG, GIF, TIFF, BMP 등의 이미지 형식을 지원 하고 있고 지원하지 않는 파일 형식은 라이브러리를 확장해서 새로운 파일 디코더를 만드는 것이 가능하다.

## 기능
PIL 이미지 작업을 위한 표준 절차를 제공하고 있으며, 다음과 같은 것이 있다.
- 픽셀 단위의 조작
- 마스킹 및 투명도 제어
- 흐림, 윤곽 보정 다듬어 윤곽 검출 등의 이미지 필터
- 선명하게, 밝기 보정, 명암 보정, 색 보정 등의 화상 조정
- 이미지에 텍스트 추가
- 기타 여러 가지

## 사용 예제
이 예제는 하드 드라이브에서 이미지를 읽어 흐리게 만든다.
```
from
 
PIL
 
import
 
Image
,
 
ImageFilter
  
# 라이브러리를 임포트 한다.

original
 
=
 
Image
.
open
(
"file.ppm"
)
 
# 하드 드라이브에서 이미지를 읽어 들인다.

blurred
 
=
 
original
.
filter
(
ImageFilter
.
BLUR
)
 
# 이미지를 흐리게 한다.

original
.
show
()
 
# 두 이미지를 디스플레이 한다.

blurred
.
show
()

```